# Obsjtina Tsar Kalojan
Obsjtina Tsar Kalojan (bulgariska: Община Цар Калоян) är en kommun i Bulgarien.   Den ligger i regionen Razgrad, i den nordöstra delen av landet, 250 km öster om huvudstaden Sofia.
Obsjtina Tsar Kalojan delas in i:
- Ezertje
- Kostandenets

Följande samhällen finns i Obsjtina Tsar Kalojan:
- Tsar Kalojan

Trakten runt Obsjtina Tsar Kalojan består till största delen av jordbruksmark. Runt Obsjtina Tsar Kalojan är det ganska glesbefolkat, med 36 invånare per kvadratkilometer.